# Naturschutzgebiet Biggequellgebiet

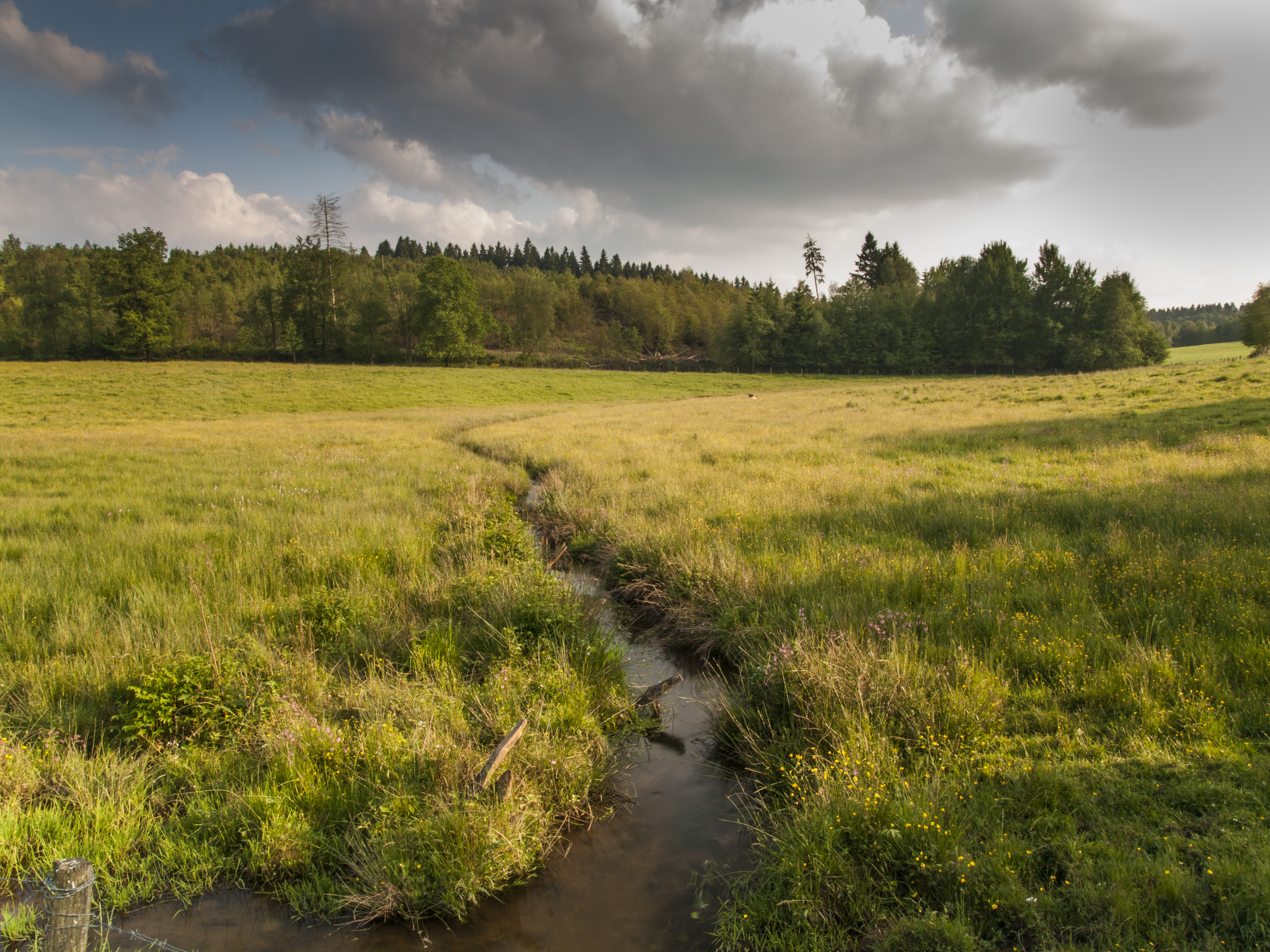
Naturschutzgebiet Biggequellgebiet

Das Naturschutzgebiet Biggequellgebiet ist ein 12,18 ha großes Naturschutzgebiet (NSG) westlich vom Dorf Döingen im Gemeindegebiet von Wenden im Kreis Olpe in Nordrhein-Westfalen. Es wurde 2008 vom Kreistag mit dem Landschaftsplan Nr. 4 Wenden – Drolshagen ausgewiesen. Das NSG besteht aus zwei Teilflächen. Die Teilflächen befinden sich nordwestlich und südöstlich von Gipfel des Bigger Berg. Es liegt direkt an der Landesgrenze zu Rheinland-Pfalz. Dort grenzt auf Gemeindegebiet von Kirchen das gleichnamige Naturschutzgebiet Biggequellgebiet.

## Gebietsbeschreibung
Bei dem NSG handelt es sich um einen Biggeoberlaufabschnitt und zwei Quellbereiche von Biggezuflüssen. Bei den Quellen befinden sich Quellmoor- und Feuchtgrünlandkomplexe. Es kommen seltene und gefährdete Tier- und Pflanzenarten wie insbesondere Torfmoose und Kleinseggen vor.